# Трудов Денис Миколайович
Дени́с Микола́йович Трудов — головний сержант підрозділу Національної гвардії України, учасник російсько-української війни, який загинув у ході російського вторгнення в Україну в 2022 році.

## Життєпис
Загинув 5 березня 2022 під час авіаційного бомбардування території військової частини 3005 (м. Харків), похований 9 березня 2022 на Центральній Алеї кладовища в с. Бабаї Харківського району Харківської області.

## Нагороди
- Орден «За мужність» III ступеня (2022, посмертно) — за особисту мужність і самовіддані дії, виявлені у захисті державного суверенітету та територіальної цілісності України, вірність військовій присязі.[1]